# Луций Випсаний Агрипа (конник)
Луций Випсаний Агрипа (на латински: Lucius Vipsanius Agrippa) e римски конник, баща на Марк Випсаний Агрипа – римски генерал и държавник, приятел на император Август.

## Биография
Произлиза от плебейската конническа фамилия Випсании, клон Агрипа. Според историците, вероятно рода на Луций Випсаний произлиза от италианските племена в Централна Италия. Луций вероятно е първо поколение римски гражданин, като е придобил гражданството след края на Съюзническата война през 87 пр.н.е.
Нищо не се знае за съпругата му. Баща е на Марк Випсаний Агрипа, Луций Випсаний Агрипа и Випсания Пола. Дядо е на Випсания Агрипина, Випсания Атика, Випсания Марцела, Випсания Марцела Младша, Гай Цезар, Юлия Младша, Луций Цезар, Агрипина Стара и Агрипа Постум. Семейството му е богато, въпреки че не известно в римския политически живот.

## Наследство
Римският пантеон построен от император Адриан, който използва проекта на Марк Агрипа е оцелял до наши дни в Рим. Посвещението на по-късната постройка, която е построена около 125 г. запазва текста на надписа от сградата на Агрипа. Имената на Луций Випсаний Агрипа и неговия син са изписани върху сградата.

## Забележки
1. ↑  първата съпруга на император Тиберий и майка на Друз Младши
2. ↑  съпруга на Германик, майка на император Калигула и императрица Агрипина Млада

### Цитирана литература

#### Класически автори
- Патеркул, Велей. „Римска история“ //  Книга 2.   Loeb Classical Library, 1924. (на английски)

#### Модерни автори
- Roddaz, Jean-Michel. Marcus Agrippa.   École Française de Rome, 1984. ISBN 2-7283-0069-0. (на френски)
- Cairns, Francis. Roman Lyric: Collected Papers on Catullus and Horace.   De Gruyter, 2012. ISBN 3110267225. (на английски)
- Платнър, Самюел Бол. „Топографски речник на Древен Рим“.   London, Oxford University Press, 1929. (на английски)
- Лендеринг, Йона. Marcus Vipsanius Agrippa: Roman politician, friend of the emperor Augustus //   Livius, 2020. (на английски)
- Wilson-Jones, Mark. Principles of Roman Architecture.   New Haven, Yale University Press, 2003. ISBN 030010202X. (на английски)
- MacDonald, William L. The Pantheon: Design, Meaning, and Progeny.   Cambridge, MA, Harvard University Press, 1976. ISBN 0674653459. (на английски)
- Wright, Frederick Adam. Marcus Agrippa: Organizer of Victory.   New York, E.P. Dutton & Company, 1937. (на английски)